# Hunters Creek Village
Hunters Creek Village é uma cidade localizada no estado norte-americano do Texas, no Condado de Harris.

## Demografia
Segundo o censo norte-americano de 2000, a sua população era de 4374 habitantes.
Em 2006, foi estimada uma população de 4487, um aumento de 113 (2.6%).

## Geografia
De acordo com o United States Census Bureau tem uma área de 5,0 km², dos quais 5,0 km² cobertos por terra e 0,0 km² cobertos por água.

## Localidades na vizinhança
O diagrama seguinte representa as localidades num raio de 4 km ao redor de Hunters Creek Village.